# قرطبة

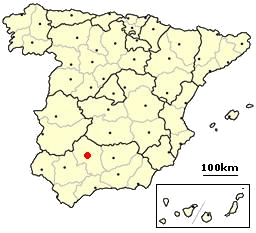
موقع مدينة قرطبة

قُرْطُبَة (بالإسبانية:Córdoba) مدينة وعاصمة مقاطعة قرطبة التابعة لمنطقة أندلوسيا في جنوب إسبانيا وتقع على ضفة نهر الوادي الكبير، على دائرة عرض (38ْ) شمال خط الاستواء. يبلغ عدد سكانها حوالي 328.659 نسمة (تعداد سنة 2011). اشتهرت أيام الحكم الإسلامي لإسبانيا، ولقد ذكرها الكثير من المؤرخين العرب في كتاباتهم ومنهم ياقوت الحموي، حيث كانت قرطبة في عهد عبد الرحمن الثالث الأموي عاصمة لدولة الأندلس، ويستضيء الماشي بسراجها من على بعد عشرة أميال، وبلغ عدد سكانها حوالي المليون نسمة بينما كانت أكبر مدينة في أوروبا لا يزيد سكانها عن ربع مليون نسمة، وكان عدد حماماتها العمومية ومرافقها وبيوتها حوالي 283000، وبلغ عدد قصورها ثمانون ألفا، وكان فيها مئة وسبعون امرأة كلهن يكتبن المصاحف بالخط الكوفي، وتحتوي المدينة على خمسين مستشفى، وفيها ستمئة مسجد ومن أهم مساجدها مسجد قرطبة، والذي لم يوجد له مثيل أو نظير في الفخامة والزخرفة وروعة البنيان.

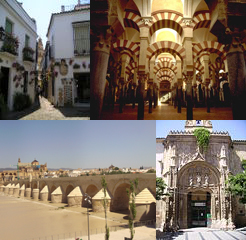
مشاهد تاريخية من مدينة قرطبة

## أصل الكلمة
يذكر البكري في كتابه المسالك والممالك، أن الكلمة بلسان القوط تنطق قرظبة بالظاء المعجمة، معناه بلسانهم القلوب المختلفة. أما ياقوت الحموي يحسب أصل كلمة قرطبة أعجمية رومية. كما يذكر انه يجوز لها أن تكون من اللغة العربية فيقصد بها العدو الشديد أو السيف. أما مؤلف مقالة قرطبة في دائرة المعارف الإسلامية والعديد من الكتاب الغربيين والعرب يشيرون إلى أن الكلمة أصلها أيبيري قديم مأخوذ من كلمة كوردوبا أو Corduva. وهي بالفعل تشير إلى مدينة قديمة أزلية، ورد ذكرها أثناء الصراع بين اليونان وقرطاجنة حيث اشترك أهالي قرطبة في حملة هانيبال على روما. كما أنها أصبحت تابعة للامبراطورية الرومانية بحدود سنة 206 ق.م

## تاريخ

### قرطبة الرومانية
تأسست قرطبة مستوطنةً رومانية على الجانب الشمالي لنهر الوادي الكبير (نهر بيتيس قديماً) في عصر جمهورية روما سنة 206 قبل الميلاد، ثم صارت عاصمة لولاية بيتيكا (جنوب إسبانيا) ضمن الإمبراطورية الرومانية. وقد ظلت قرطبة مدينة رومانية لمدة تزيد عن سبعة قرون، ولذلك ما زالت في قرطبة آثار من الحكم الروماني، أبرزها الجسر الروماني («بوينتي رومانو») الذي يقطع الوادي الكبير، وأطلال معبد روماني، بالإضافة إلى ضريح روماني مكتشف حديثاً. وظهر في قرطبة في تلك الفترة الفيلسوف سينيكا.
بعد سقوط الدولة الرومانية على يد الغزوات المتتابعة من قبل القبائل الجرمانية ("البرابرة")، انحدرت على شبه الجزيرة الأيبيرية (إسبانيا والبرتغال حالياً) بعض هذه القبائل كالوندال والآلان، وتبعهم القوط الغربيون الذين كان أمر الجزيرة بأكملها، بما فيها قرطبة، قد آل إليهم وقت وصول المسلمين في القرن الثامن الميلادي (الأول الهجري)، بعد صراع مع الروم البيزنطيين.

### قرطبة الإسلامية

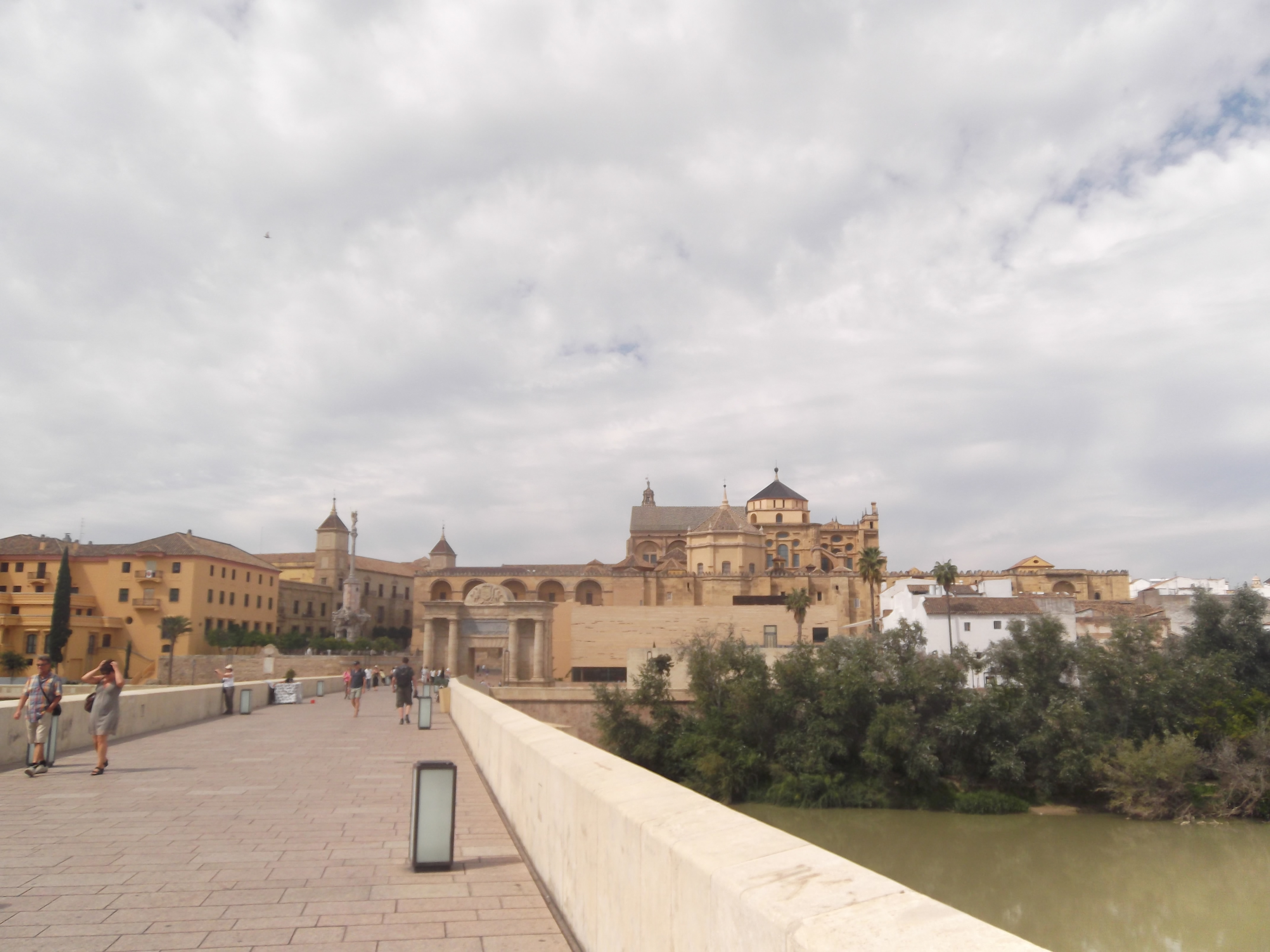
الجسر الروماني في قرطبة، وتبدو بالأفق قبة كاتدرائية قرطبة (المسجد الجامع سابقًا)، أعلى المباني في الصورة.

#### عصر الولاة
بعد أن فتح المسلمون الأمويون بقيادة طارق بن زياد إشبيلية وإستجة وغيرها من مدن الجنوب الأندلسي تراجع عدد المقاتلين مما دفع بن زياد إلى تقسيم جيشه إلى سرايا وولى مغيث الرومي قيادة السرية التي فتحت قرطبة في سنة 92 هـ/ 710 م، بعد أن عبر بقواته إلى أيبيريا (التي سماها المسلمون ببلاد الأندلس) وقتل ملكها لذريق (رودريك). وقد جعل الأمويون الأندلس ولاية تابعة لولاية المغرب، حتى جعلها عمر بن عبد العزيز ولاية الأندلس تتبع للعاصمة الأموية في دمشق بشكل مباشر. وجعل الأمويون قرطبة مقراً لولاتهم على الأندلس فظلت كذلك حتى سقوط الدولة الأموية على أيدي العباسيين عام 750 م.

#### العصر الأموي
و لكن لم يعل شأن قرطبة إلا مع قدوم الأمير الأموي عبد الرحمن الداخل إلى الأندلس فاراً من العباسيين، فاستولى على مقاليد الأمور في الأندلس الإسلامية وجعل قرطبة عاصمة له عام 756 م. وقد كان هذا بداية لعصر قرطبة الذهبي، حيث أصبحت عاصمة الأندلس الإسلامية بأكملها وأهم مدينة في شبه الجزيرة، وفي عهد الداخل بدأ العمل على جامع قرطبة الكبير الذي لا زال قائماً في المدينة اليوم. واستمر الحكم بيد الأمويين من سلالة عبد الرحمن الداخل في هذه الفترة.

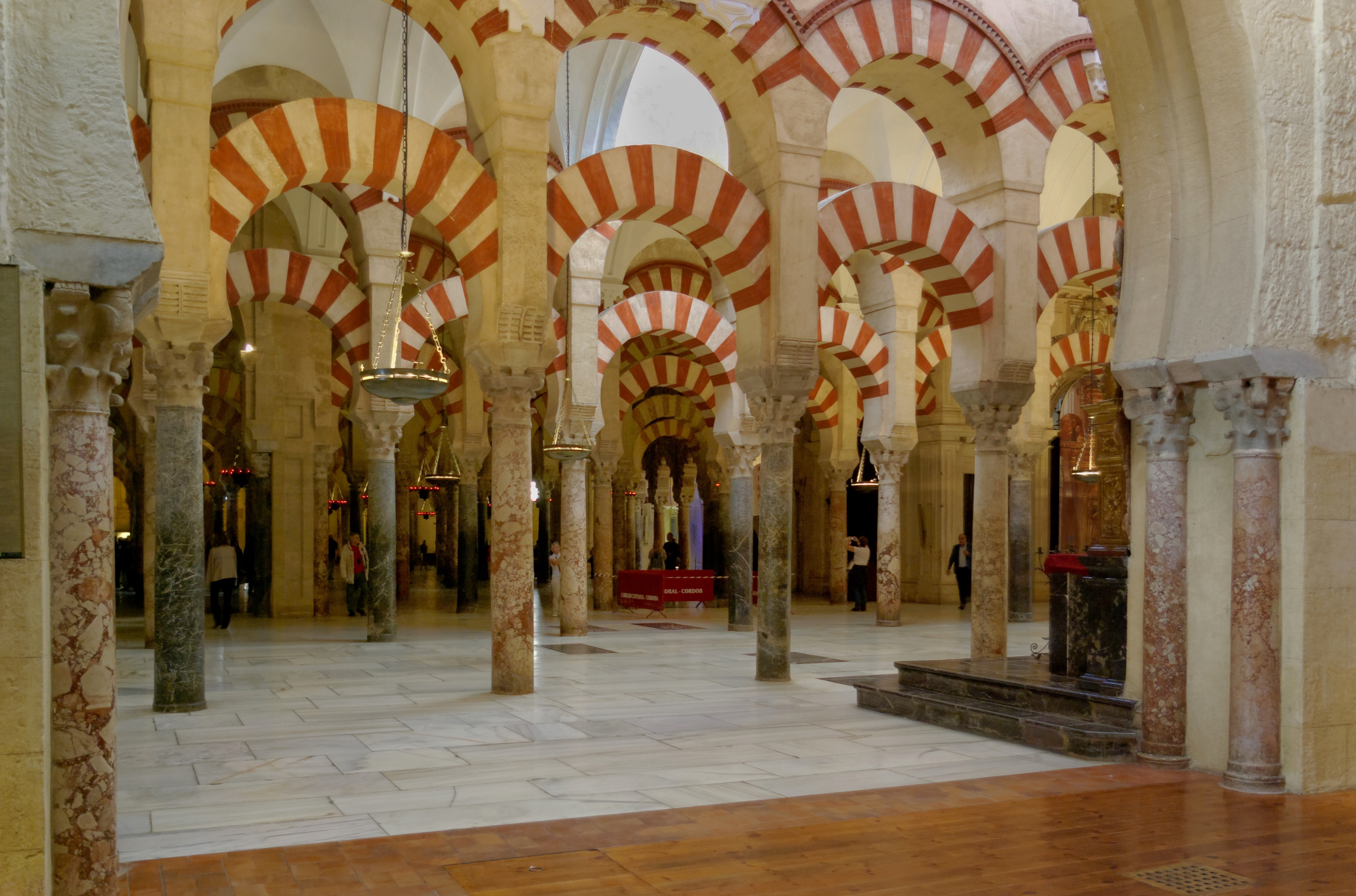
مسجد قرطبة.

و قد تعرضت الدولة الأموية لعدد من الثورات المتعاقبة وفقد أمراؤها مقاليد الأمور حتى تمكن أحد أحفاد الداخل، عبد الرحمن الثالث الملقّب بالناصر، من إعادة توطيد ملك الأمويين وإخضاع معظم الأندلس لسلطته في قرطبة، وذلك في القرن العاشر الميلادي (الرابع الهجري). وقد بلغت به القوة إلى أن اتخذ لنفسه لقب خليفة المسلمين، مستنداً إلى ما اعتبره حق أسرته القديم في الخلافة السابق لحق بني العباس. وقام الناصر بنقل حكومته إلى مدينة جديدة اختطها على بعد أميال من قرطبة أسماها الزهراء، إلا أن قرطبة ظلت المدينة الرئيسية في البلاد. بعد أحداث وقعة الربض وصلت المدينة لأوج مجدها في عهد الخليفة عبد الرحمن الناصر (912 - 961)، وابنه الحكم الثاني (961 -976)، ثم تلاهم الحاجب المنصور بن أبي عامر (981 - 1002)، الذي استولى على مقاليد السلطة في قرطبة وصيّر الخليفة الأموي سجيناً في قصوره في الزهراء وابتنى له قصراً للحكم في طرف قرطبة أسماه بالمدينة الزاهرة. وقد كانت دولة قرطبة من أهم الدول الأوروبية في القرن العاشر، كما كانت منارة للعلم والثقافة في أوروبا، وعاصمة من عواصم الأدب والثقافة العربية والإسلامية، وأنجبت المدينة في هذه الفترة الشاعر ابن زيدون، والشاعرة الأموية ولادة بنت المستكفي، والفقيه ابن حزم، والعالم عباس بن فرناس، كما أنتقل إليها الموسيقي زرياب وأسس دار المدنيات.

#### عصر ملوك الطوائف والمرابطين

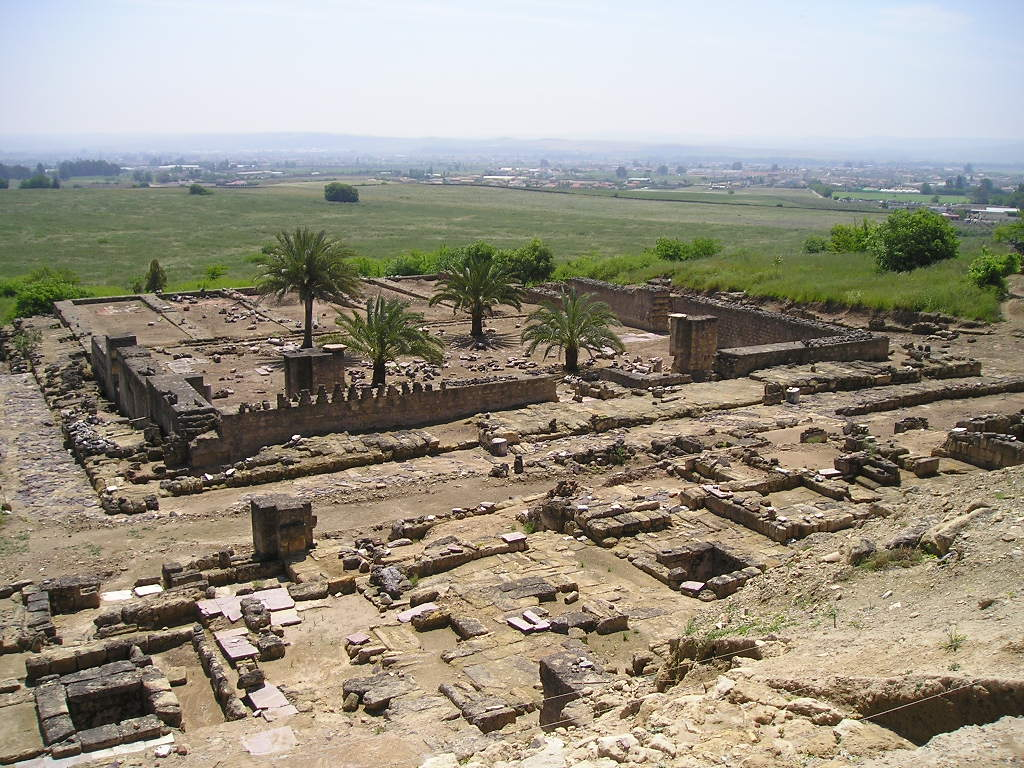
أطلال المسجد الجامع بمدينة الزهراء، وتبدو مدينة قرطبة في الأفق.

في العقدين 1020، 1030 سقطت الخلافة بسبب ثورة البربر ونشوء ملوك الطوائف الذين قسموا الدولة إلى أكثر من 12 دويلة، منها غرناطة وإشبيلية والمرية وبلنسية وطليطلة وسرقسطة والبرازين وبطليوس. وتنازع حكام إشبيلية وطليطلة المسلمين على قرطبة حتى استقرت المدينة بيد ملك إشبيلية الطموح المعتمد بن عباد سنة 1078 م، ففقدت قرطبة مكانتها كعاصمة لدولة، وبزغ نجم إشبيلية المجاورة لها بدلاً منها.
وبينما ورثت تلك دويلات الطوائف ثراء الخلافة، إلا أن عدم استقرار الحكم فيها والتناحر المستمر بين بعضها البعض جعل منهم فريسة لمسيحيي الشمال. إلى أن أفتى الفقهاء وأهل الشورى من المغرب والأندلس ليوسف بن تاشفين، زعيم دولة المرابطين في المغرب العربي بخلعهم وانتزاع الأمر من أيديهم وصارت إليه بذلك فتاوى أهل الشرق الأعلام مثل: الغزالي والطرطوشي فاقتحم عامة الأندلس من أيدي ملوك الطوائف وانتظمت بلاد الأندلس، بما فيها قرطبة، في مملكة يوسف بن تاشفين، وذلك عام 1091 م.

#### عصر الموحدين

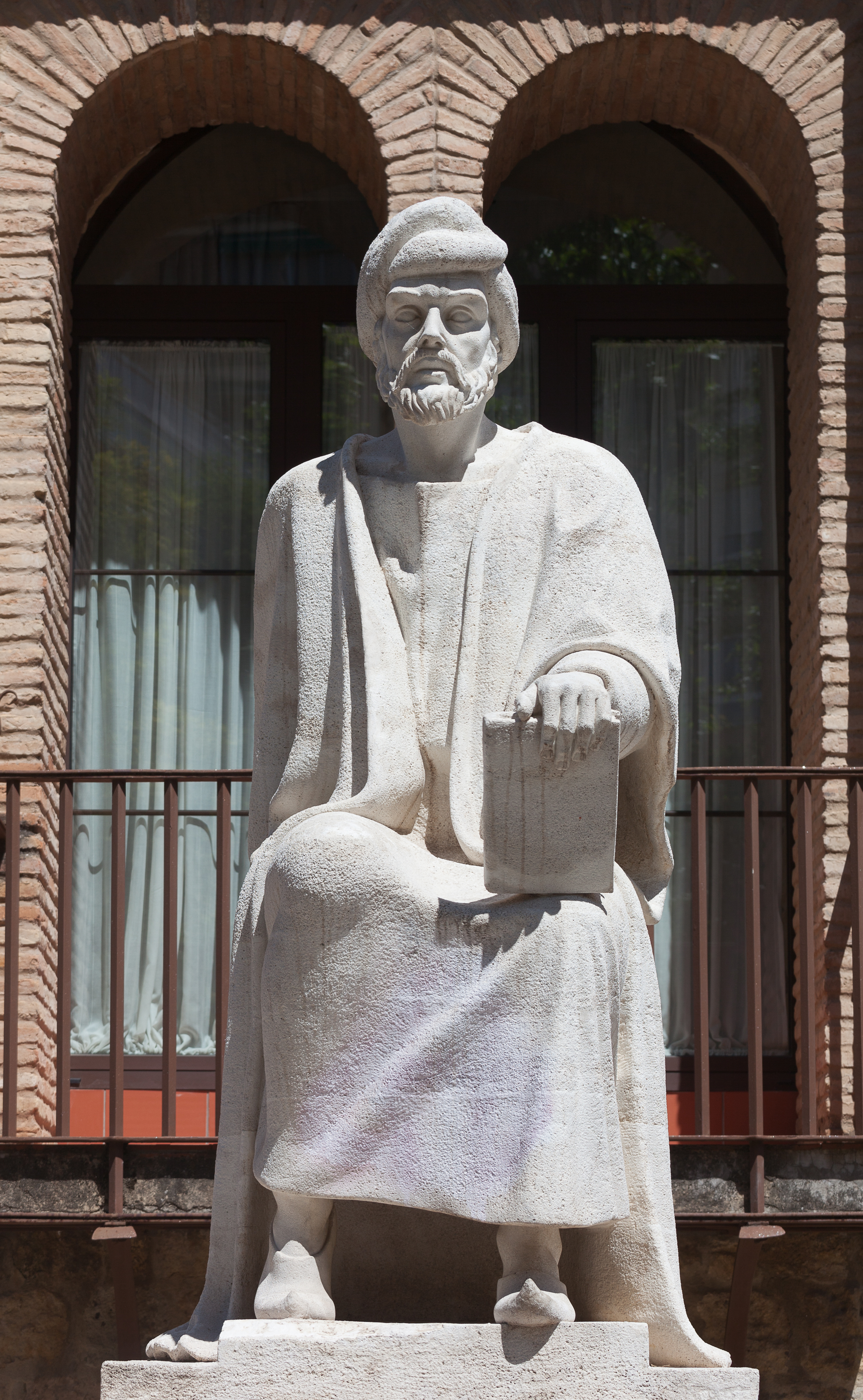
تمثال ابن رشد في قرطبة، إسبانيا

وسقطت دولة المرابطين على يد حركة إسلامية أخرى هي حركة الموحدين، فصارت قرطبة وباقي الأندلس الإسلامية بأيديهم في منتصف القرن الثاني عشر. وقام الموحدون بإعادة عاصمة الأندلس إلى قرطبة، فاستعادت شيئاً من مكانتها السابقة. وفي هذه الفترة ظهر في قرطبة الفيلسوف المسلم ابن رشد، بالإضافة إلى العالم الديني اليهودي ابن ميمون، أشهر فلاسفة اليهودية في العصور الوسطى.
و لم يصمد الموحدون طويلاً بعد ذلك، فقد انهزموا هزيمة قاصمة في معركة العقاب («لوس ناباس دي تولوزا» بالإسبانية) عام 1212 م، فتهاوت بعد ذلك معظم المدن الإسلامية في الأندلس في أيدي مملكة قشتالة المسيحية، فسقطت قرطبة عام 1236 م على يد فرناندو الثالث بعد ما يزيد على خمسة قرون من الحكم الإسلامي للمدينة.

### قرطبة الإسبانية
فرغت قرطبة سريعاً بعد ذلك من معظم سكانها المسلمين، وسمح الملوك الإٍسبان لمن تبقى منهم بالبقاءعلى الإسلام بعد استيلائهم على المدينة، أسوة بباقي المسلمين في الأندلس، واستخدموا العمال والمهندسين المسلمين في تصميم مباني وقصور وكنائس لهم على الطراز الأندلسي، وسمي المسلمون الباقون تحت حكم الإسبان بالمدجنين («مديخار» بالإسبانية)، ولكن ذلك لم يستمر طويلاً، إذ بدؤوا بعد ذلك بالتضييق عليهم ثم إجبارهم على اعتناق المسيحية من خلال محاكم التفتيش، التي أستخدمت أنواع التعذيب والقتل حتى البعض منهم يخشى يكتشف إسلامه حتى لايقتل إلى أن قرّرت إسبانيا طرد المسلمين وأحفادهم ممن اعتنق المسيحية من سائر البلاد، كما تم طرد اليهود منها أيضاً، وذلك في بداية القرن السابع عشر، وتم توزيع الأراضي والإقطاعيات على مهاجرين مسيحيين من الشمال أعادوا توطين المدن مثل قرطبة.

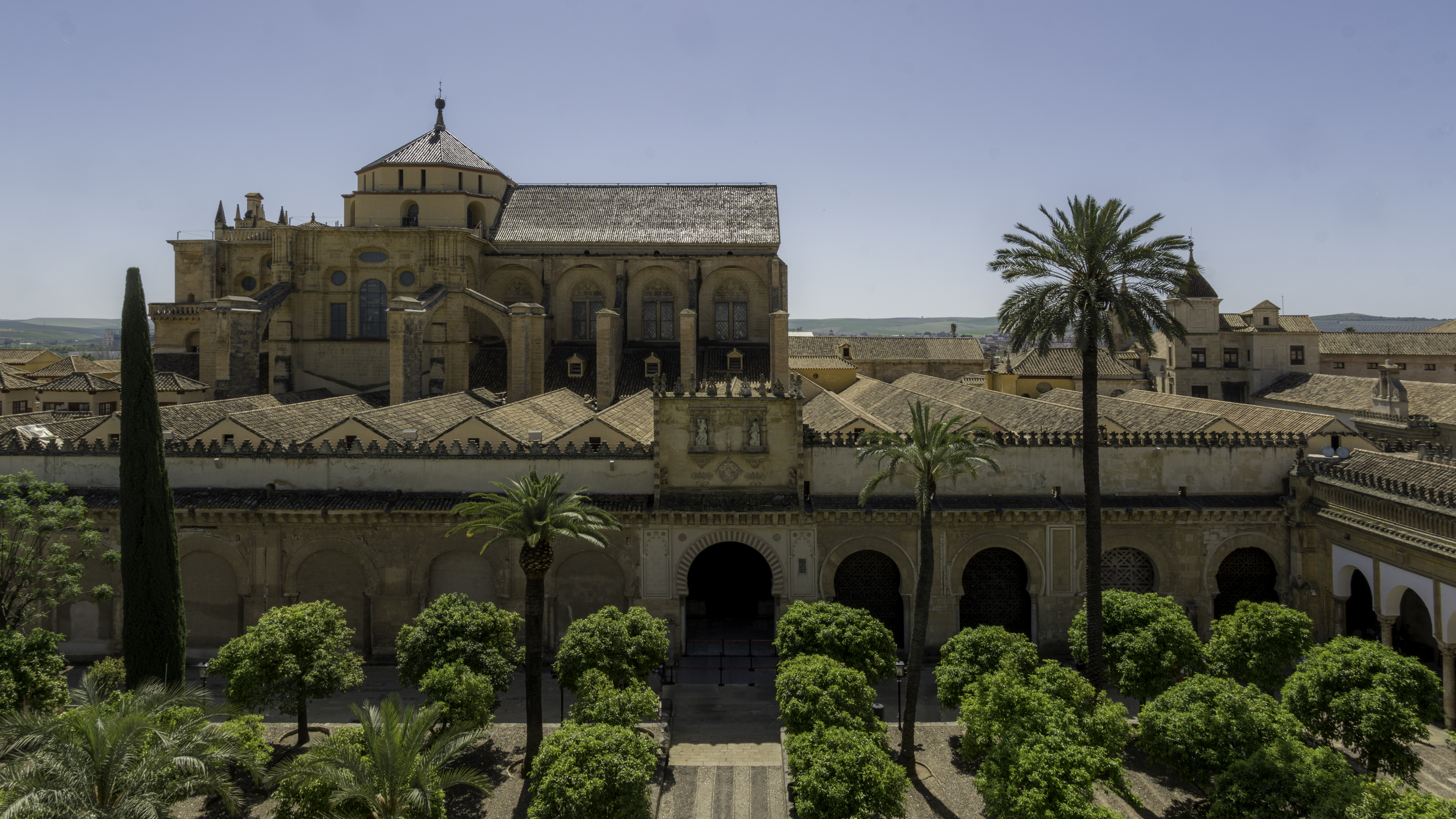
الجامع /الكاتدرائية تتبع الكنيسة الكاثوليكية.

و لا يزال الحيّان الإسلامي واليهودي القديمان معروفين في قرطبة الحالية، كما بقي مسجدها الضخم قائماً في وسطها، إلا أنه تم بناء كنيسة في قلب المسجد في القرن السادس عشر، ويستخدم الجامع الآن ككاتدرائية تتبع الكنيسة الكاثوليكية. وقد جعلت اليونيسكو وسط مدينة قرطبة (أي الحي القديم بما فيه المسجد والحي اليهودي) موقعاً من مواقع التراث العالمي، بالإضافة إلى مدينة الزهراء المجاورة لقرطبة.
وقد مرت جنوب إسبانيا («أندلسيا» كما أسماها الإسبان) بفترة من الانحدار الاقتصادي والثقافي بعد ذلك مقارنة بباقي إسبانيا، وازدهرت إشبيلية على حساب قرطبة بسبب استخدامها كميناء يربط إسبانيا بالعالم الجديد، إلا أن المنطقة بأسرها باتت تعيش رخاء اقتصادياً في الوقت الحالي بفعل تنشيط السياحة وإنشاء منطقة أندلسيا ذات الحكم الذاتي. وتشكّل قرطبة مقر محافظة قرطبة داخل هذه المنطقة، وسكانها يتجاوزون الثلاثمئة ألف نسمة.

## مواقع أثرية

### أهم معالم قرطبة الرومانية
- الجسر الروماني، الذي يقطع نهر الوادي الكبير، وقد تم ترميمه في العصر الإسلامي، ولا يزال مستخدماً اليوم.
- المعبد الروماني، إلى الشمال من المدينة القديمة.
- الضريح الروماني.

### أهم معالم قرطبة الإسلامية
- مسجدها الجامع من أجمل ما أبدعه المسلمون في الأندلس، وقد صنفه اليونسكو كموقع تراث عالمي.
- مدينة الزهراء التي أنشأها عبد الرحمن الناصر باسم زوجته. وقد احترقت تماماً خلال ثورة البربر عام 1020. ويجري حاليا ترميمها، إلا أن مجرّد 10% فقط من إجمالي مساحتها قد تم التنقيب عنه حتى الآن. وتقع في قلبه دار الروضة، وهي قصر «عبد الرحمن الناصر»، وجلب إليه الماء من الجبل.
- الحمامات العربية
- الحي اليهودي بقرطبة، وتسمى في الإسبانية بالخوديريا أي «مكان اليهود»، رغم أن اليهود قد طردوا من قرطبة منذ القرن السابع عشر.
- قلعة «كالاهورا»، وهي قلعة إسلامية تقع على الجانب الآخر (الجنوبي) للوادي الكبير عند نهاية الجسر الروماني، أجرى عليها الملوك الإسبان إضافات فيما بعد، وتحوي الآن متحفاً.
- بقايا أسوار المدينة وبعض بواباتها، خصوصاً في الجانب الغربي.
- الناعورة، وتقع بجوار الجسر الروماني.

### آثار أخرى
- قصر قرطبة (Alcazar) وهو قصر ابتناه حكام قرطبة المسيحيون بعد استيلائهم عليها على موقع قصر قرطبة القديم، ومنه تم السماح لكريستوفر كولمبوس عام 1492 بالسفر بحثاً عن طريق جديد إلى الهند.

## التوأمة
ترتبط قرطبة بعلاقات توأمة مع:
- القيروان، تونس (1968)
- لاهور، باكستان (1968)
- قرطبة (الأرجنتين)، الأرجنتين (1969)
- قرطبة (المكسيك)، (1980)
- بخارى،  أوزباكستان (1983)
- السمارة، الصحراء الغربية (1987)
- فاس، المغرب (1990)
- هافانا القديمة، كوبا (2000)
- دمشق، سوريا (2002)
- شنت ياقب، إسبانيا (2004)
- نورنبرغ، ألمانيا (2010)
- نيم، فرنسا (2013)

## معرض صور

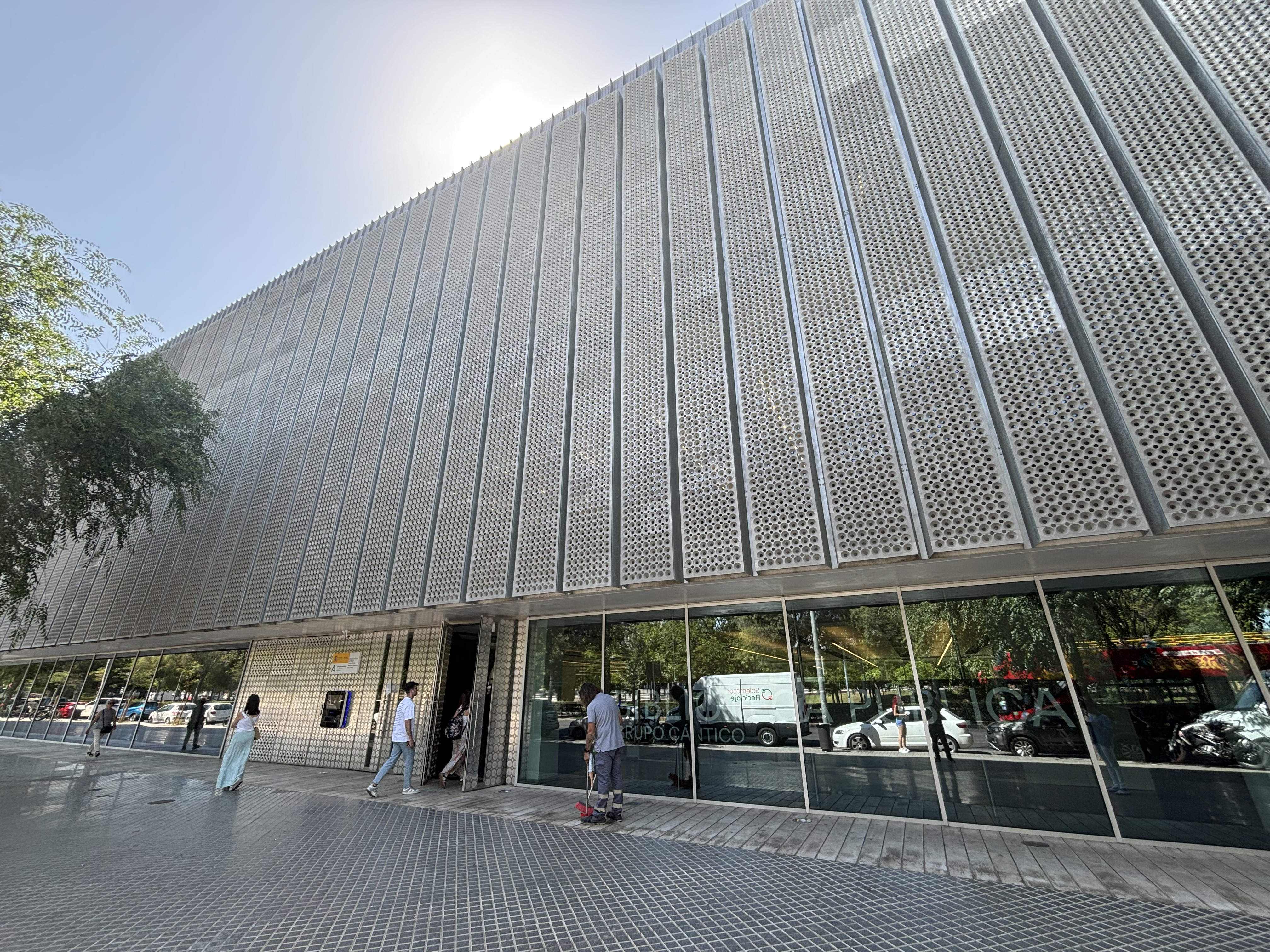
المكتبة الجديدة بمقاطعة قرطبة 2024
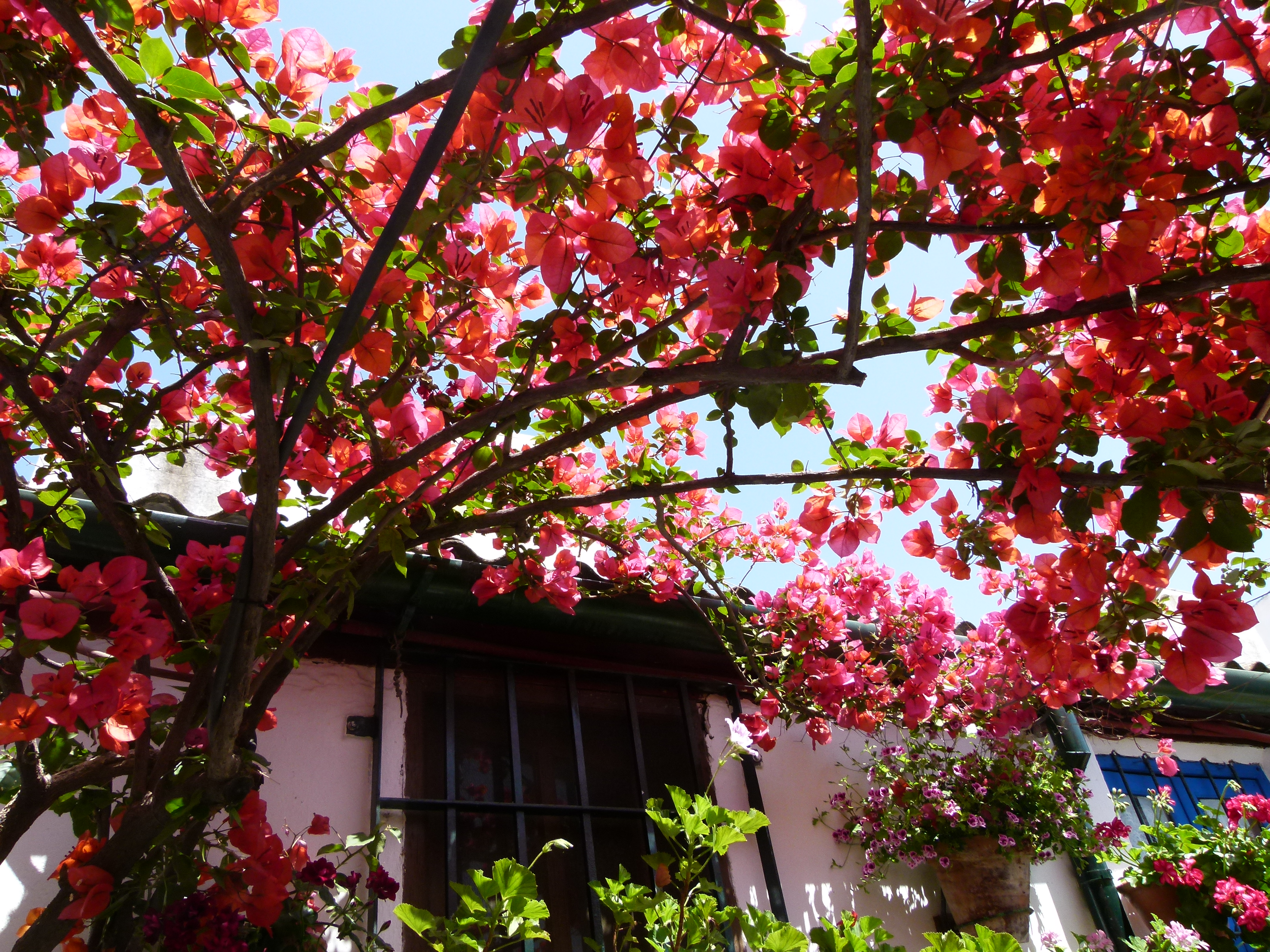
باحة في قرطبة